# Lista odcinków serialu Quantico
Poniżej znajduje się lista odcinków serialu telewizyjnego Quantico – emitowanego przez amerykańską stację telewizyjną ABC od 27 września 2015 roku do 3 sierpnia 2018 roku. Powstały trzy serię, które łącznie składają się z 57 odcinków. W Polsce serial jest emitowany od 11 października 2015 roku przez Canal+ Seriale.
| Sezon | Sezon | Odcinki | Oryginalna emisja | Oryginalna emisja | Oryginalna emisja    | Oryginalna emisja | Oryginalna emisja |
| Sezon | Sezon | Odcinki | Premiera sezonu   | Finał sezonu      | Premiera sezonu      | Finał sezonu      |                   |
| ----- | ----- | ------- | ----------------- | ----------------- | -------------------- | ----------------- | ----------------- |
|       | 1     | 22      | 27 września 2015  | 15 maja 2016      | 11 października 2015 | 29 maja 2016      |                   |
|       | 2     | 22      | 25 września 2016  | 15 maja 2017      | 2 stycznia 2017      | 25 września 2017  |                   |
|       | 3     | 13      | 26 kwietnia 2018  | 3 sierpnia 2018   | brak danych          | brak danych       |                   |

## Sezon 1 (2015-2016)
| №  | #  | Tytuł    | Reżyseria         | Scenariusz                        | Premiera (ABC)       | Premiera (Canal+ Seriale) |
| -- | -- | -------- | ----------------- | --------------------------------- | -------------------- | ------------------------- |
| 1  | 1  | Run      | Marx Munden       | Joshua Safran                     | 27 września 2015     | 11 października 2015      |
| 2  | 2  | America  | Stephen Kay       | Joshua Safran                     | 4 października 2015  | 18 października 2015      |
| 3  | 3  | Cover    | Jennifer Lynch    | Jordon Nardino                    | 11 października 2015 | 25 października 2015      |
| 4  | 4  | Kill     | Rachel Morrison   | Cherien Dabis                     | 18 października 2015 | 1 listopada 2015          |
| 5  | 5  | Found    | David McWhirter   | Jake Coburn, Justin Brenneman     | 25 października 2015 | 8 listopada 2015          |
| 6  | 6  | God      | Peter Leto        | Beth Schacter                     | 1 listopada 2015     | 15 listopada 2015         |
| 7  | 7  | Go       | Patrick Norris    | Logan Slakter                     | 8 listopada 2015     | 22 listopada 2015         |
| 8  | 8  | Over     | James Whitmore Jr | Justin Brennenman, Sharbari Ahmen | 15 listopada 2015    | 29 listopada 2015         |
| 9  | 9  | Guilty   | Stephen Kay       | Cameron Litvack                   | 29 listopada 2015    | 6 grudnia 2015            |
| 10 | 10 | Quantico | Paul Edwards      | Jordon Nardino                    | 6 grudnia 2015       | 13 grudnia 2015           |
| 11 | 11 | Inside   | Thor Freudenthal  | Joshua Safran                     | 13 grudnia 2015      | 20 grudnia 2015           |
| 12 | 12 | Alex     | Jamie Barber      | Jake Coburn                       | 6 marca 2016         | 20 marca 2016             |
| 13 | 13 | Clear    | Jamie Barber      | Sharbari Z. Ahmed                 | 13 marca 2016        | 27 marca 2016             |
| 14 | 14 | Answer   | Jennifer Lynch    | Beth Schacter                     | 20 marca 2016        | 3 kwietnia 2016           |
| 15 | 15 | Turn     | David McWhirter   | Cameron Litvack, Logan Slakter    | 27 marca 2016        | 10 kwietnia 2016          |
| 16 | 16 | Clue     | Steve Robin       | Justin Brenneman                  | 3 kwietnia 2016      | 17 kwietnia 2016          |
| 17 | 17 | Care     | Felix Alcala      | Logan Slakter, Braden Marks       | 10 kwietnia 2016     | 24 kwietnia 2016          |
| 18 | 18 | Soon     | P. J. Pesce       | Cherien Dabis                     | 17 kwietnia 2016     | 1 maja 2016               |
| 19 | 19 | Fast     | J. Miller Tobin   | Dan Pulick                        | 24 kwietnia 2016     | 8 maja 2016               |
| 20 | 20 | Drive    | Ron Underwood     | Jake Coburn                       | 1 maja 2016          | 15 maja 2016              |
| 21 | 21 | Closure  | Holly Dale        | Cameron Litvack                   | 8 maja 2016          | 22 maja 2016              |
| 22 | 22 | Yes      | Larry Teng        | Joshua Safran                     | 15 maja 2016         | 29 maja 2016              |

## Sezon 2 (2016-2017)
| №  | #  | Tytuł        | Reżyseria                | Scenariusz                       | Premiera (ABC)       | Premiera (Canal+ Seriale) |
| -- | -- | ------------ | ------------------------ | -------------------------------- | -------------------- | ------------------------- |
| 23 | 1  | Kudove       | Patrick Norris           | Joshua Safran, Logan Slakter     | 25 września 2016     | 2 stycznia 2017           |
| 24 | 2  | Lipstick     | Patrick Norris           | Cami Delavigne                   | 2 października 2016  | 2 stycznia 2017           |
| 25 | 3  | Stescalade   | Jennifer Lynch           | Beth Schacter                    | 16 października 2016 | 9 stycznia 2017           |
| 26 | 4  | Kubark       | Steve Robin              | Jordon Nardino                   | 23 października 2016 | 9 stycznia 2017           |
| 27 | 5  | Kmforget     | Jennifer Lynch           | Cameron Litvack                  | 30 października 2016 | 16 stycznia 2017          |
| 28 | 6  | Aquiline     | Hanelle Culpepper        | Jorge Zamancona                  | 6 listopada 2016     | 16 stycznia 2017          |
| 29 | 7  | LCFlutter    | Steve Robin              | Gideon Yago                      | 13 listopada 2016    | 23 stycznia 2017          |
| 30 | 8  | Odenvy       | Reza Tabrizi             | Justin Brenneman                 | 27 listopada 2016    | 23 stycznia 2017          |
| 31 | 9  | Cleopatra    | Gideon Raff              | Marisha Mukerjee                 | 23 stycznia 2017     | 30 stycznia 2017          |
| 32 | 10 | Jmpalm       | David McWhirter          | Braden Marks                     | 30 stycznia 2017     | 14 sierpnia 2017          |
| 33 | 11 | Zrtorch      | Kenneth Fink             | Logan Slaker                     | 6 lutego 2017        | 14 sierpnia 2017          |
| 34 | 12 | Fallenoracle | Ralph Hemecker           | Jordon Nardino, Justin Brenneman | 13 lutego 2017       | 21 sierpnia 2017          |
| 35 | 13 | Epicshelter  | Constantine "Gus" Makris | Beth Schacterm Marisha Mukerjee  | 20 lutego 2017       | 21 sierpnia 2017          |
| 36 | 14 | Lnwilt       | Norman Buckley           | Joshua Safran, Gideon Yago       | 20 marca 2017        | 28 sierpnia 2017          |
| 37 | 15 | Mockingbird  | Patrick Norris           | Cameron Litvack, Cami Delavigne  | 27 marca 2017        | 28 sierpnia 2017          |
| 38 | 16 | Mktopaz      | Constantine Makris       | Jon Deregowski, Sara Miller      | 3 kwietnia 2017      | 4 września 2017           |
| 39 | 17 | Odyoke       | Steve Robin              | Jordon Nardino                   | 10 kwietnia 2017     | 4 września 2017           |
| 40 | 18 | Kumonk       | David McWhirter          | Justin Brenneman                 | 17 kwietnia 2017     | 11 września 2017          |
| 41 | 19 | Mhorder      | Jennifer Lynch           | Logan Slakter, Gideon Yago       | 24 kwietnia 2017     | 11 września 2017          |
| 42 | 20 | GlobalReach  | Cherien Dabis            | Beth Schacter                    | 1 maja 2017          | 18 września 2017          |
| 43 | 21 | Rainbow      | Patrick Norris           | Cameron Litvack                  | 8 maja 2017          | 18 września 2017          |
| 44 | 22 | Resistance   | Jim McKay                | Joshua Safran                    | 15 maja 2017         | 25 września 2017          |

## Sezon 3 (2018)
| №  | #  | Tytuł               | Reżyseria           | Scenariusz                      | Premiera (ABC)   | Premiera (Canal+ Seriale) |
| -- | -- | ------------------- | ------------------- | ------------------------------- | ---------------- | ------------------------- |
| 45 | 1  | The Conscience Code | Russell Lee Fine    | Michael Seitzman                | 26 kwietnia 2018 | nieemitowany              |
| 46 | 2  | Fear and Flesh      | Alexandra Kalymnios | Dave Kalstein                   | 3 maja 2018      | nieemitowany              |
| 47 | 3  | Hell's Gate         | Constantine Makris  | Tom Mularz                      | 10 maja 2018     | nieemitowany              |
| 48 | 4  | Spy Games           | Kevin Sullivan      | Julia Cohen                     | 25 maja 2018     | nieemitowany              |
| 49 | 5  | The Blood of Romeo  | David McWhirter     | Adam Armus                      | 1 czerwca 2018   | nieemitowany              |
| 50 | 6  | The Heavens Fall    | Russell Lee Fine    | Michael Brandon Guercio         | 15 czerwca 2018  | nieemitowany              |
| 51 | 7  | Bullet Train        | Rob Bowman          | Tom Mularz, Gideon Yago         | 22 czerwca 2018  | nieemitowany              |
| 52 | 8  | Deep Cover          | Jim McKay           | Cole Maliska, Joe Webb          | 29 czerwca 2018  | nieemitowany              |
| 53 | 9  | Fear Feargach       | P. J. Pesce         | Dave Kalstein & Matthew Klam    | 6 lipca 2018     | nieemitowany              |
| 54 | 10 | No Place Is Home    | Kenneth Fink        | Gisselle Legere, Julia Cohen    | 13 lipca 2018    | nieemitowany              |
| 55 | 11 | The Art of War      | Jennifer Phang      | Adam Armus, Tom Mularz          | 20 lipca 2018    | nieemitowany              |
| 56 | 12 | Ghosts              | Russell Lee Fine    | Julia Cohen, Matthew Klam       | 27 lipca 2018    | nieemitowany              |
| 57 | 13 | Who Are You?        | Russell Lee Fine    | Dave Kalstein, Michael Seitzman | 3 sierpnia 2018  | nieemitowany              |